# Zoufalé manželky (2. řada)
Druhá řada amerického televizního seriálu Zoufalé manželky měla ve Spojených státech premiéru 25. září 2005 a skončila 21. května 2006. Příběh vypráví další osudy obyvatel v ulici Wisteria Lane. Druhá řada byla ve Spojených státech vysílána každou neděli ve 21:00 východního času. Odvysíláno 24 epizod, přičemž finále řady bylo dvoudílné. Kromě toho byly vytvořeny tři klipové pořady, které blíže vysvětlovaly události v ději. Pořad „All the Juicy Details“ byl odvysílán před 11. dílem a podrobně popisoval nejvýznamnější události první poloviny druhé řady, pořad „The More You Know, The Juicier It Gets“ byl odvysílán před 20. dílem a připravoval diváky na velmi očekávaný finálový dvou díl a pořad „Time to Come Clean“ byl odvysílán 3 týdny před začátkem třetí řady a zhodnotil záhady, které byly hlavními tématy druhé řady. Hlavní příběhová linie se tentokrát zabývá vztahem Susan Mayerové s jejím bývalým manželem Karlem, nadcházejícím mateřstvím Gabrielle Solisové, návratem Lynette Scavové do práce a smrtí Breeina manžela Rexe Van de Kampa.
Druhá řada obdržela od televizních kritiků protichůdné recenze. Tvůrce seriálu Marc Cherry řekl, že ho mrzí rozhodnutí společnosti ABC doobjednat do druhé řady díl navíc, což autory donutilo pracovat na této řadě podle zrychleného rozvrhu. Hlavní herci i hostující hvězdy však získali od kritiků uznání, což vedlo k řadě ocenění a nominací. Nejlépe hodnoceným dílem této řady byl první díl, který sledovalo 28,36 milionů diváků (podíl na sledovanosti 10,1), čímž se stal do té doby druhým nejsledovanějším dílem seriálu. Buena Vista Home Entertainment ve Spojených státech a Kanadě oficiálně vydala druhou řadu na DVD 29. srpna 2006.

## Výroba
Výkonnými producenty druhé řady byli znovu Marc Cherry, Tom Spezialy a Michael Edelstein. Scenárista Kevin Murphy byl spoluvýkonným producentem společně s Georgem W. Perkinsem, Chrisem Blackem, Joeym Murphym a Johnem Pardeem. Všichni, kromě Edelsteina a Pardeeho, se také podíleli na psaní scénářů společně s Alexandrou Cunninghamovou, Jennou Bansovou, Kevinem Ettenem, Joshem Senterem, a nově i s Brucem Zimmermanem, Dahvim Wallerem, Alanem Crossem, Ellie Hermanovou, Jimem Lincolnem a Scottem Sanfordem Tobisem. Bansová se Senterem byli dramaturgy. Režiséry byli Larry Shaw, David Grossman, Arlene Sanfordová, Wendey Stanzlerová, Robert Duncan McNeill, Pam Thomasová, Randy Zisk, Stephen Cragg a Tom Cherones. Cherry přenechal většinu scénáře k napsání ostatním scenáristům, v čemž mnozí viděli důvod klesající kvality seriálu. Edelstein řadu opustil po prvních třinácti dílech a Spezialy ho v květnu 2006 následoval. Cherry poté řekl, že lituje rozhodnutí společnosti ABC přidat do této řady další díl, protože ho to donutilo pracovat podle zrychleného rozvrhu. Herečka Teri Hatcherová také zmínila, že se seriál během natáčení potýkal s produkčními problémy, dokonce někdy herci obdrželi scénáře pozdě nebo byly neúplné. Marcia Crossová, James Denton a Felicity Huffmanová vyjádřili z klesající kvality seriálu obavy, a to jak před scenáristy, tak před tiskem. Colonial Street, prostředí Wisteria Lane, prošla před natáčením druhé řady změnami. Ve slepé ulici, známé mezi štábem jako Circle Drive, se nyní místo kostela objevil dům Edie Brittové, a budovu Colonial Mansion nahradil park.
Při tvorbě příběhu, kterým se zabývá druhá řada seriálu, Marc Cherry prohlásil, že chce stále nacházet nové způsoby, jak mluvit o každodenních problémech žen. Rovněž řekl, že se seriál musí zaměřovat na skutečné problémy, aby se udržel zájem publika. Jako příklad uvedl příběh Lynette, která se v této řadě vrátí do práce v reklamě. Cherry se zabýval tím, jak těžké je být celý den v práci a pak se vrátit domů a postarat se o domácnost. Huffmanová řekla, že její postava potřebuje změnit tempo, ale doufá, že Lynettin rodinný život bude i v této řadě hrát nedílnou roli a její postava neuvízne v pracovním světě. Premiéra řady představila i Lynettinu novou šéfovou Ninu Fletcherovou, kterou ztvárnila Joely Fischerová. Huffmanová tuto postavu popsala jako protivnou a prozradila, že se jí bude muset Lynette postavit, neboť jí nikdy nepřestane připomínat, že děti jsou v práci překážkou. Také řekla, že i když Nina není jednou z manželek, je svým způsobem zoufalá. Kvůli smrti Rexe Van de Kampa, si Steven Culp ve druhé řadě už nezahrál, ale spolupracoval na vytvoření masky jeho obličeje pro první díl. Tom Scavo, kterého ztvárnil Doug Savant, se od druhé řady začal v seriálu objevovat pravidelně.
Ve druhé řadě se nově objevili Alfre Woodardová a Mehcad Brooks, kteří již byli představeni ve dvou závěrečných dílech první řady. Woodardová ztvárnila věřící, arogantní svobodnou matku Betty Applewhiteovou a Brooks ztvárnil jejího syna Matthewa. Cherry řekl, že Applewhiteovi vypadají jako milí lidé, skrývají ale tajemství, které je reálné, lidské a hrozné zároveň. Woodardová poznamenala, že její postava nikdy nikomu neublíží, ale musí rychle udělat několik opravdu těžkých rozhodnutí, a pokud by ji zákon dohnal, musela by si je odsedět. Také prozradila, že ji ale policie nikdy nechytí. Scéna, ve které Betty s Matthewem nesou jídlo vězni v jejich sklepě, se měla původně objevit v posledním díle první řady, ale místo toho byla dána do druhé řady a Applewhiteovi jsou považováni za hlavní temné postavy této části seriálu. Cherry uvedl, že role Betty byla původně nabídnuta dvěma herečkám, které ji obě odmítly kvůli finančním a časovým problémům. Woodardová uvedla, že předtím nikdy seriál neviděla, takže jí producenti zaslali 15 dílů a s rodinou je zhlédli. Woodardová prý seriálu okamžitě propadla. Také řekla, že po přijetí role Betty zažívá velkou pozornost médií. Mehcad Brooks se o roli Matthewa ucházel se svým bratrem Billym, ale nakonec byl obsazen Mehcad, protože podle Cherryho vyzařoval jistý nebezpečný prvek, který se pro roli Matthewa hodil.

## Obsazení

### Hlavní role
- Teri Hatcherová jako Susan Mayerová
- Felicity Huffmanová jako Lynette Scavová
- Marcia Crossová jako Bree Van de Kampová
- Eva Longoria jako Gabrielle Solisová
- Nicollette Sheridan jako Edie Brittová
- Alfre Woodardová jako Betty Applewhiteová
- Ricardo Antonio Chavira jako Carlos Solis
- Mark Moses jako Paul Young
- Andrea Bowenová jako Julie Mayerová
- Doug Savant jako Tom Scavo
- Cody Kasch jako Zach Young
- Richard Burgi jako Karl Mayer
- Brenda Strongová jako Mary Alice Youngová

- James Denton jako Mike Delfino

- Shawn Pyfrom jako Andrew Van de Kamp
- Joy Laurenová jako Danielle Van de Kampová
- Mehcad Brooks jako Matthew Applewhite
- Brent Kinsman jako Preston Scavo
- Shane Kinsman jako Porter Scavo
- Zane Huett jako Parker Scavo
- Page Kennedy jako Caleb Applewhite
- NaShawn Kearse jako Caleb Applewhite
- Roger Bart jako George Williams

### Vedlejší role
- Currie Graham jako Ed Ferrara
- Harriet Sansom Harrisová jako Felicia Tilmanová
- Jay Harrington jako doktor Ron McCready
- Gwendoline Yeo jako Xiao-Mei
- Ryan Carnes jako Justin
- Kathryn Joostenová jako Karen McCluskeyová
- Charlie Babcock jako Stu Durber
- Pat Crawford Brownová jako Ida Greenbergová
- Joely Fisherová jako Nina Fletcherová
- Kurt Fuller jako detektiv Barton
- Bob Gunton jako Noah Taylor
- Alejandro Patino jako Ralph
- Lee Tergesen jako Peter McMillan
- Kyle MacLachlan jako Orson Hodge
- Jill Brennanová jako Tish Athertonová
- Nick Chinlund jako detektiv Sullivan
- Jeff Doucette jako otec Crowley
- Shirley Knight jako Phyllis Van de Kampová
- Sam Lloyd jako doktor Albert Goldfine
- Jesse Metcalfe jako John Rowland
- Betty Murphyová jako Alberta Frommeová

### Hosté
- Steven Culp jako Rex Van de Kamp
- Kiersten Warrenová jako Nora Huntingtonová
- Lesley Ann Warrenová jako Sophie Bremmerová
- Terry Bozeman jako doktor Lee Craig
- Maria Cominisová jako Mona Clarkeová
- Alec Mapa jako Vern
- Dakin Matthews jako reverend Sikes

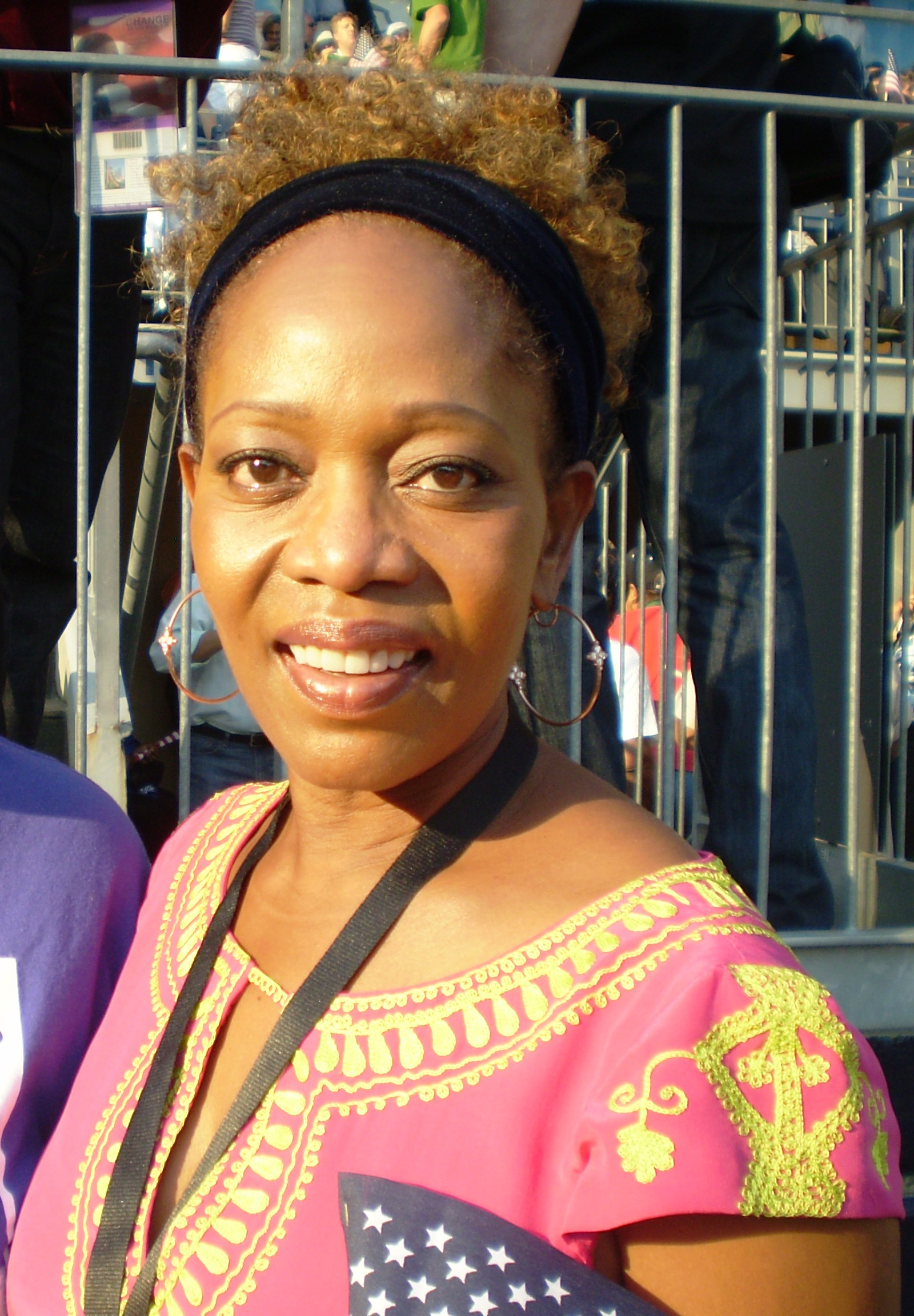
Postava Alfre Woodarové skrývá hlavní záhadu této řady.

Příběh druhé řady vypráví znovu Brenda Strongová z pohledu zesnulé Mary Alice Youngové, která pozoruje životy obyvatel na Wisteria Lane. Susan Mayerová (ztvárnila ji Teri Hatcherová), je rozvedená, svobodná matka, která během neustálého hledání romantického vztahu skončí v posteli se svým bývalým manželem. Lynette Scavová (ztvárnila ji Felicity Huffmanová) začíná zanedbávat své mateřské povinnosti poté, co si uvědomí svůj talent v oblasti reklamy, a po 6 letech se vrací do práce. Bree Van de Kampové (ztvárnila ji Marcia Crossová) se otřese její bezchybný život poté, co zemře její manžel. Musí se vyrovnat s následky této události a překonat pocit viny za to, že chodila s mužem, který Rexe zabil. Bývalá modelka Gabrielle Solisová (ztvárnila ji Eva Longoria) potratí ve chvíli, kdy se s nadcházejícím mateřstvím začíná smiřovat. A z Edie Brittové (ztvárnila ji Nicollette Sheridan) její problémy a četné vztahy na jednu noc udělají ikonickou postavu.
Carlos Solis (ztvárnil ho Ricardo Antonio Chavira) se musí vyrovnat s tím, že jeho žena měla poměr se zahradníkem, a zároveň se snaží dostat z vězení. Paul Young (ztvárnil ho Mark Moses) se dál snaží skrývat vraždu biologické matky svého syna. Zach Young (ztvárnil ho Cody Kasch) se konečně dozvídá o své skutečné identitě, ale odmítá být součástí otcova života, zatímco Julie Mayerová, Susanina dcera (ztvárnila ji Andrea Bowenová) řeší nečekané usmíření svých rodičů. Mike Delfino (ztvárnil ho James Denton) se musí vyrovnat jak s rozchodem se Susan Mayerovou, tak se zjištěním, že má syna. Betty Applewhiteová (ztvárnila ji Alfre Woodardová) je novou obyvatelkou na Wisteria Lane, jejíž tajemství je hlavní záhadou řady. Vedlejší postavy první řady Tom Scavo a Karl Mayer (ztvárnili je Doug Savant a Richard Burgi) se v této řadě stali jedněmi z hlavních postav.
Rovněž se ve druhé řadě hlavními postavami staly Andrew Van de Kamp (ztvárnil ho Shawn Pyfrom), homosexuální syn Bree Van de Kampové; Danielle Van de Kampová (ztvárnila ji Joy Laurenová), Breeina nezodpovědná a rebelská dcera; Matthew Applewhite (ztvárnil ho Mehcad Brooks), Bettyin syn, který začne s Danielle chodit; Preston Scavo, Porter Scavo a Parker Scavo (ztvárnili je Brent Kinsman, Shane Kinsman a Zane Huett), Lynettiny problematické děti. V roli George Williamse se objevil Roger Bart a Caleba Applewhitea, Bettyina problémového syna, si zahrál Page Kennedy, kterého později nahradil NaShawn Kears.
Ve druhé řadě se znovu objevila i Kathryn Joostenová jako Karen McCluskeyová, jedna z nejprominentnějších obyvatel na Wisteria Lane, která se rozvíjí hlavně v Lynettině příběhu. Pat Crawfordová Brownová se objevila jako starší sousedka Ida Greenbergová. Součástí Susanina příběhu byla tentokrát i Lesley Ann Warrenová jako Sophie Bremmerová, Susanina dramatická matka. Jay Harrington ztvárnil Rona McCreadyho, lékaře a Susanina partnera v druhé polovině seriálu, Paul Dooley jako Addison Prudy, ztvárnil Susanina biologického otce a Joyce Van Pattenová si zahrála jeho manželku Carol Prudyovou. Součástí Lynettina příběhu byli i Currie Graham a Joely Fisherová v rolích Eda Ferrary a Niny Fletcherové, kteří si zahráli její nadřízené v reklamní firmě, pro kterou začala pracovat, a Kiersten Warrenová jako Nora Huntingtonová se objevuje v závěru druhé řady, ovšem její příběh se začne rozvíjet až v řadě třetí. Součástí Breeina příběhu byla tentokrát Shirley Knightová jako Phyllis Van de Kampová, Rexova matka. Dále Dakin Matthews v roli reverenda Sykese, reverenda v místním presbyteriánském kostele; Sam Lloyd jako Albert Goldfine, Breein terapeut; Ryan Carnes jako Justin, Andrewův milenec; Bruce Jarchow jako Sam Bormanis, Andrewův právník; Lee Tergesen jako Peter McMillan, Breein přítel z klubu anonymních alkoholiků; a Steven Culp jako Rex Van de Kamp, Breein zesnulý manžel.
Součástí Gabrielina příběhu byl znovu Jesse Metcalfe jako John Rowland, Gabriellin bývalý zahradník, s nímž měla poměr. Dále Adrian Pasdar jako David Bradley, právník, kterého si Gabrielle najala, aby dostal Carlose z vězení; Jeff Doucette v roli otce Crowleyho, kněze v místním katolickém kostele; Melinda Page Hamiltonová jako sestra Mary Bernardová, jeptiška, která začne usilovat o Carlose; Nichole Hiltzová a Eddie McClintock jako Libby Collinsová a Frank Helm, rodiče Gabriellina dítěte v pěstounské péči; John Kapelos jako Eugene Beale, majitel adopční agentury; a Gwendoline Yeo jako Xiao-Mei, Číňanka, která je náhradní matkou Gabriellina dítěte, a která si začne románek s Carlosem. Součástí příběhu Mary Alice je znovu Harriet Sansomová Harrisová jako Felicia Tilmanová, která plánuje pomstít smrt své sestry Marthy Huberové. Dále Bob Gunton v roli Noaha Taylora, Zachova biologického dědečka. Orson Hodge (ztvárnil ho Kyle MacLachlan) je představen těsně před koncem druhé řady. Zpočátku se měl ucházet o Susan, ale později byl jeho příběh přepsán a prolíná se s příběhem Bree.

## Seznam dílů
| Č. v seriálu | Č. v řadě | Původní název                      | Český název                            | Režie                 | Scénář                                                                          | Premiéra v USA     | Premiéra v ČR                      |
| --- | --------- | ---------------------------------- | -------------------------------------- | --------------------- | ------------------------------------------------------------------------------- | ------------------ | ---------------------------------- |
| 24 | 1         | Next                               | Život jde dál                          | Larry Shaw            | Jenna Bansová, Kevin Murphy                                                     | 25. září 2005      | 12. února 2007                     |
| Zach uteče poté, co držel Susan jako rukojmí a neúspěšně se pokusil zabít Mikea. Mike se Susan přizná, že je Zach jeho biologický syn, což Susan přinutí ukončit jejich vztah, protože v blízkosti Zacha už být nemůže. Po Rexově smrti musí Bree Van de Kampová snášet společnost své neuctivé tchyně Phyllis. Carlos ve vězení odmítá odpustit Gabrielle její nevěru, přestože ona trvá na tom, že je Carlos otcem jejího dítěte. Lynette získá práci v reklamní agentuře a hned poznává, jak těžké bude skloubit práci a mateřství. Betty Applewhiteová se synem Matthewem se ze všech sil snaží udržet zdání klidné rodiny, zatímco tajně drží ve sklepě vězně. |           |                                    |                                        |                       |                                                                                 |                    |                                    |
| 25 | 2         | You Could Drive a Person Crazy     | Z tebe by se jeden zbláznil            | David Grossman        | Chris Black, Alexandra Cunninghamová                                            | 2. října 2005      | 19. února 2007                     |
| Susan je zděšená, když vidí, že se její bývalý manžel Karl nastěhoval k Edie Brittové. Mezitím s Mikem pokračuje v neformálním vztahu. Když Phyllis vidí Bree, jak hledá útěchu u George Williamse, naznačí pojišťovně, že měla Bree motiv zabít Rexe. Gabrielle, znavená z toho, že musí Carlosovi přinést do vězení účty, požaduje, aby jí přenechal nad jejich financemi kontrolu. Lynette vypustí ve svém domě krysu, aby vyzvala Toma k uklízení, zatímco ona je v práci. Betty dá svému tajnému vězni do jídla prášky na spaní, aby ho udržela v klidu. |           |                                    |                                        |                       |                                                                                 |                    |                                    |
| 26 | 3         | You'll Never Get Away from Me      | Mě se nikdy nezbavíš                   | Arlene Sanfordová     | Tom Spezialy, Ellie Hermanová                                                   | 9. října 2005      | 26. února 2007                     |
| Bree podstoupí test na detektoru lži, aby se zbavila podezření ze zabití Rexe a naléhá na George, aby to udělal také. Oba projdou. Susan žárlí, když se dozví, že Edie s Julie vystoupí společně v kostele. Betty řeší pokus o útěk jejího tajného vězně, zatímco jí Matthew radí, aby byla k sousedům milejší. Lynette si nemůže vzít volno, aby mohla doprovodit Parkera první den ve škole, a tak se k němu připojí prostřednictvím videochatu. Gabrielle nakonec Johna opustí, když ho uvidí s jinou ženou. Omlouvá se Carlosovi, že měla poměr a poprvé to myslí vážně. |           |                                    |                                        |                       |                                                                                 |                    |                                    |
| 27 | 4         | My Heart Belongs to Daddy          | Já mám tátu rád                        | Robert Duncan McNeill | John Pardee, Joey Murphy                                                        | 16. října 2005     | 5. března 2007                     |
| Susan souhlasí s tím, že pomůže Mikeovi hledat Zacha. Najde ho, ale když se začne vyptávat na Julii, pošle ho za Paulem do Utahu. Gabrielle si najme úspěšného právníka, pohledného Davida Bradleyho, aby jí pomohl dostat jejího manžela z vězení. Andrew se chová hrubě, když se Bree snaží začlenit George do jejich života, což ji přiměje poslat ho zpět do tábora Hennessy. Lynettin náročný pracovní rozvrh zapříčiní, že si Parker vytvoří imaginární kamarádku, která je mu tak trochu náhradní matkou. |           |                                    |                                        |                       |                                                                                 |                    |                                    |
| 28 | 5         | They Asked Me Why I Believe in You | Diví se, proč ti věřím                 | David Grossman        | Alan Cross                                                                      | 23. října 2005     | 12. března 2007                    |
| Susan se dozví, že její agent a dlouholetý přítel Lonny zpronevěřuje její peníze. Lynette vezme Ninu na drink, aby si s ní usnadnila práci. Ta ale brzy začne Lynette nutit, aby s ní do baru chodila každý večer. Carlos souhlasí s najmutím právníka Bradleyho poté, co Bradley vyhrožuje, že bude Gabrielle svádět, pokud se rozhodne jinak. Bree je zděšena, když se dozví, že Rex zemřel v domnění, že ho otrávila. Chicagská policie zatkne muže v případu vraždy Melanie Fosterové, což Betty přiměje napsat anonymní dopis policii, že zatkla nesprávného muže. To Matthewa rozzlobí, protože si myslí, že tak udává Caleba. |           |                                    |                                        |                       |                                                                                 |                    |                                    |
| 29 | 6         | I Wish I Could Forget You          | Chci na tebe zapomenout                | Larry Shaw            | Kevin Etten, Josh Senter                                                        | 6. listopadu 2005  | 19. března 2007                    |
| Paul Young se vrací na Wisteria Lane a ptá se Susan na Zacha. Ta se mu přizná, že ho poslala do Utahu. Paul se o tom později zmíní Mikeovi, který se kvůli tomu se Susan rozejde. Bree s Georgem spolu chodí. Lynette si koupí nový kostým poté, co zjistí, že je v kanceláři terčem vtipů. Poté, co byl Bradley u soudu postřelen, věří, že je do Gabrielle zamilovaný, ale ona toto tvrzení zdiskredituje. |           |                                    |                                        |                       |                                                                                 |                    |                                    |
| 30 | 7         | Color and Light                    | Odvrácená strana                       | David Grossman        | Marc Cherry                                                                     | 13. listopadu 2005 | 26. března 2007                    |
| Lynette domluví víkendové návštěvy jejich dětí s dětmi jiného páru, aby si s Tomem mohli odpočinout. Brzy však zjistí, že druzí rodiče mají tajnou zálibu v natáčení sexuálních filmů. Bree přijímá Georgeovu nabídku k sňatku. George napadne Breeina psychiatra, doktora Goldfinea, protože Bree přesvědčoval, aby svůj souhlas se sňatkem přehodnotila. Susan s Karlem se spolu v opilosti vyspí poté, co se Karl s Edie rozejdou. Druhý den ráno ale Edie Susan oznámí, že s Karlem znovu chodí. Betty s Matthewem zjistí, že Caleb utekl. Poté, co Gabrielle strávila večer s bývalými kolegyněmi, modelkami z New Yorku, najde Caleba ve svém domě. Pokusí se před ním utéct, ale spadne ze schodů. |           |                                    |                                        |                       |                                                                                 |                    |                                    |
| 31 | 8         | The Sun Won't Set                  | Slunce nikdy nezapadne                 | Stephen Cragg         | Jenna Bansová                                                                   | 20. listopadu 2005 | 2. dubna 2007                      |
| Gabrielle po pádu ze schodů potratí a potlačuje svůj smutek. Susanina matka přiznává, že Susanin biologický otec je místní obchodník, nikoli zesnulý válečný veterán. Lynette se obává, že by se její děti nezachovaly bezpečně, kdyby se k nim přiblížil cizí člověk. Bree zruší zasnoubení s Georgem poté, co se ukáže, že je žárlivý a majetnický. Matthew pokračuje v pátrání po Calebovi, ale je rozptýlen počínajícím vztahem s Danielle. Caleb je jedné noci nalezen a zatčen. Gabrielle ho identifikuje jako vetřelce a Betty ho nenápadně varuje, aby před policií zůstal zticha. |           |                                    |                                        |                       |                                                                                 |                    |                                    |
| 32 | 9         | That's Good, That's Bad            | Takhle ano, takhle ne                  | Larry Shaw            | Kevin Murphy                                                                    | 27. listopadu 2005 | 9. dubna 2007                      |
| Susan si začíná budovat vztah se svým otcem Addisonem Prudym. Carlos je za pomoci sestry Mary Bernardové předčasné propuštěn, Mary ale představuje hrozbu pro Gabrielle. Lynette je povýšena poté, co je Nina vyhozena. Policie oznámí Bree, že s největší pravděpodobností je za smrt jejího manžela zodpovědný George. George se pokusí o sebevraždu v naději, že tak Bree získá zpět. |           |                                    |                                        |                       |                                                                                 |                    |                                    |
| 33 | 10        | Coming Home                        | Návrat domů                            | Arlene Sanfordová     | Chris Black                                                                     | 4. prosince 2005   | 16. dubna 2007                     |
| Gabrielle maří Carlosovy pokusy o charitativní práci se sestrou Mary. Andrew se vrací domů a Bree se mu přizná, že sledovala, jak George umírá, aniž by mu pomohla. Addisonova žena uvidí svého manžela se Susan a myslí si, že mají poměr. Susan poté přiznává, že je jeho dcera. Lynette se snaží, aby byla ve firmě otevřena školka, aby mohla své děti vídat častěji. Zach se vrací domů a znovu se setkává s Paulem. Betty s Matthewem úspěšně propašují Caleba ven z psychiatrické léčebny, ale všimne si jich soukromý detektiv. |           |                                    |                                        |                       |                                                                                 |                    |                                    |
| 34 | 11        | One More Kiss                      | Polibek                                | Wendey Stanzlerová    | Joey Murphy, John Pardee                                                        | 8. ledna 2006      | 23. dubna 2007                     |
| Lynette je naštvaná, když Gabrielle na sousedské párty políbí Toma. Gabrielle ale trvá na tom, že to byl jen vtip. Poté, co Bree vyjádří svůj nesouhlas s Andrewovým homosexuálním vztahem, Andrew vyhrožuje, že řekne policii o její roli v Georgeově sebevraždě. Betty s Matthewem zjistí, že se soukromý detektiv najatý Fosterovými, vloupal do jejich domu, spadl ze schodů a nešťastnou náhodou se zastřelil. Plánují se zbavit jeho těla a auta, ale omylem zamknou klíče od vozu uvnitř. Susan s Julie pomáhají Mikeovi spojit se se Zachem, aniž by o tom Paul věděl. Když to ale Paul zjistí, s Mikeem se pohádá. Susan projíždí ulicí a nešťastnou náhodou nabourá do auta soukromého detektiva. Dveře kufru se otevřou, tělo je objeveno a okolí začne shledávat Applewhiteovi podezřelými. |           |                                    |                                        |                       |                                                                                 |                    |                                    |
| 35 | 12        | We're Gonna Be All Right           | To bude v pořádku                      | David Grossman        | Alexandra Cunninghamová                                                         | 15. ledna 2006     | 30. dubna 2007                     |
| Susan předstírá zdravotní problémy, aby mohla vidět doktora Rona McCreadyho a požádat ho o rande. On nicméně zjistí, že má Susan toulavou slezinu. Lynette se dozví, že kdyby zemřela, má Tom v plánu založit novou rodinu. Gabrielle zjistí, že její bývalý přítel zveřejnil na internetu její nahé fotky. Bree je zatčena za řízení pod vlivem alkoholu, z vězení pak musí domů pěšky. Betty ji uvidí a nabídne jí odvoz. Bree popírá, že by byla opilá, ale nezdá se, že by jí Betty věřila. Bree zuřivě zmiňuje několik kontroverzí kolem Bettyiny rodiny, což Betty přiměje, aby dala dům do prodeje. |           |                                    |                                        |                       |                                                                                 |                    |                                    |
| 36 | 13        | There's Something About a War      | Válka na Wisteria Lane                 | Larry Shaw            | Kevin Etten                                                                     | 22. ledna 2006     | 7. května 2007                     |
| Gabrielle lže otci Crowleymu, že sestra Mary a Carlos měli sex, což ke Gabriellině potěšení vede k přesunutí sestry Mary na Aljašku. Tom dostane práci v Lynettině firmě, navzdory jejímu nesouhlasu. Bree se dozví o vztahu Matthewa s Danielle. Později uvidí Caleba v okně Bettyina domu a pozná v něm vetřelce. Danielle řekne Matthewovi o tom, co Andrew v minulosti spáchal, aby se Applewhiteovi nemuseli odstěhovat. Betty vyhrožuje, že o tom řekne policii, pokud Bree někomu řekne o Calebovi. Susan je nervózní z toho, že bude při operaci prvním pacientem doktora Rona. |           |                                    |                                        |                       |                                                                                 |                    |                                    |
| 37 | 14        | Silly People                       | Ach, ti lidé...                        | Robert Duncan McNeill | Tom Spezialy                                                                    | 12. února 2006     | 14. května 2007                    |
| Carlos s Gabrielle přijmou jako služebnou Xiao-Mei, bývalou otrokyni, která čelí deportaci. Susan zjistí, že nemá zdravotní pojištění a Karl souhlasí, že se s ní znovu ožení, aby mohla využívat jeho výhod. Domluví se ale, že to doktoru Ronovi a Edie neřeknou. Bree se vplíží do Bettyina domu, aby si promluvila s Calebem. Později Betty vysvětluje Bree, jak Caleb zavraždil Melanie Fosterovou. Lynette je zděšená, když Ed využívá Toma ke svým vtípkům. Noah Taylor, Zachův biologický dědeček z matčiny strany, požaduje, aby ho za ním Mike přivedl. |           |                                    |                                        |                       |                                                                                 |                    |                                    |
| 38 | 15        | Thank You So Much                  | Mnohokrát děkuji                       | David Grossman        | Dahvi Waller                                                                    | 19. února 2006     | 21. května 2007                    |
| Bree hlídá Lynettiny děti a opilá usne, z čehož Lynette vyvodí, že má problém s pitím. U Gabrielle se nečekaně objeví její matka Lucia. Nabízí se, že bude její náhradní matkou, protože Gabrielle už počít děti nemůže. Gabrielle, stále naštvaná na matku za to, že ji neochránila před jejím sexuálně agresivním otčímem, matku vyhodí. Edie je zklamaná, když ji Karl nepožádá o ruku, jak předpokládala. Mike říká Paulovi a Zachovi, aby opustili město dříve, než je Noah vystopuje. |           |                                    |                                        |                       |                                                                                 |                    |                                    |
| 39 | 16        | There Is No Other Way              | Tudy cesta nevede                      | Randy Zisk            | Bruce Zimmerman                                                                 | 12. března 2006    | 28. května 2007                    |
| Paul je zatčen a téměř zabit chlápky, které najal Taylor. Andrew, který usiluje o samostatnost a vyplacení svěřeneckého fondu, obviní Bree, že ho v opilosti udeřila. Bree se připojí k anonymnímu programu pro alkoholiky, protože nechce nechat Andrewa vyhrát. Návštěva Gabrielle a Carlose na adopční klinice se zvrtne. Tom bojuje o moc ve svém manželství. Doktor Ron se o Susanině svatbě s Karlem dozví poté, co Susan v narkóze vyzná lásku Mikeovi. Do Wisteria Lane se vrací Felicia Tillmanová. |           |                                    |                                        |                       |                                                                                 |                    |                                    |
| 40 | 17        | Could I Leave You?                 | Copak se tě můžu vzdát?                | Pam Thomasová         | Scott Sanford Tobis                                                             | 26. března 2006    | 4. června 2007                     |
| Doktor Ron se rozejde se Susan poté, co lhala o tom, že není do Mikea zamilovaná. Gabrielle s Carlosem najdou vzhlednou matku, od které by mohli adoptovat dítě. Tato žena, Libby, však otci dítěte o svém plánu vzdát se dítěte, dosud neřekla. Poté, co Andrew oznámí Bree, že řekne soudci, že ho sexuálně zneužila, se Bree opije a omdlí v obchodním domě. Její kamarád z klubu anonymních alkoholiků Peter McMillan jí přichází na pomoc. Lynette se pohádá s kolegyní, která stále kojí svého pětiletého syna. Caleb projeví zájem o Danielle. |           |                                    |                                        |                       |                                                                                 |                    |                                    |
| 41 | 18        | Everybody Says Don't               | Všichni říkají, nedělej to             | Tom Cherones          | námět: Jim Lincoln scénář: Jenna Bannsová, Alexandra Cunninghamová              | 2. dubna 2006      | 11. června 2007                    |
| Bree se líbí Peter, který se léčí nejen ze závislosti na alkoholu, ale i na sexu. Lynette je nucena svědčit v případu Andrew vs Bree. Poté, co Lynette zjistí, že Andrew lhal o tom, že byl svou matkou zneužíván, svědčí v její prospěch. Doktor Ron řekne Edie o manželství, které uzavřeli Susan s Karlem a ona je potrestá. Na zásnubním večírku Edie a Karla obviní Felicia Tillman veřejně Paula z vraždy své sestry. Libby porodí, a když otec dítěte projeví zájem si ho ponechat, Gabrielle s Carlosem prchají i s dítětem z nemocnice. |           |                                    |                                        |                       |                                                                                 |                    |                                    |
| 42 | 19        | Don't Look at Me                   | Na mě se nedívej                       | David Grossman        | Josh Senter                                                                     | 16. dubna 2006     | 18. června 2007                    |
| Breeiny rodiče se objeví na jejím soudu s Andrewem a nechají ho odložit. Nabídnou jí, že odvezou Andrewa k nim na Rhode Island, ale po zjištění, že Andrew je gay, z toho vycouvají. Gabrielle si zvykne na mateřství poté, co s Carlosem získají do dočasné péče novorozenou Lily. Parker se začne ptát na otázky ohledně sexu. Susan se znovu vyspí s Karlem, protože si¨myslí si, že se s Edie rozešli. Karl však lhal a Susan zuří. Felicia si Paula dál znepřáteluje. |           |                                    |                                        |                       |                                                                                 |                    |                                    |
| 43 | 20        | It Wasn't Meant to Happen          | To jsem nechtěla                       | Larry Shaw            | Marc Cherry, Tom Spezialy                                                       | 30. dubna 2006     | 25. června 2007                    |
| Gabrielle s Carlosem získají Lily do plné péče, ale Libby si to rozmyslí a vezme si ji zpět. Bree se nabídne, že bude Peterovým mentorem v léčbě závislosti na sexu v naději, že si vybudují vztah. Ed nechá Lynette, aby přes počítač flirtovala s jeho ženou, aby zachránila jejich sexuální život. Když se to jeho žena dozví, požaduje, aby vyhodil toho, kdo je za to zodpovědný. Svede to na Toma, protože Lynette je pro něj příliš cenná na to, aby ji ztratil. Karl opouští Edie a tvrdí, že je za tím jiná žena. Edie si najme soukromého detektiva, aby zjistil, kdo to je. Betty prodá dům bez Matthewova vědomí. On a Danielle zinscenují Daniellino téměř znásilnění, k čemuž navedou Caleba. Bree požaduje, aby s ním Betty něco udělala. |           |                                    |                                        |                       |                                                                                 |                    |                                    |
| 42 | 19        | Don't Look at Me                   | Na mě se nedívej                       | David Grossman        | Josh Senter                                                                     | 16. dubna 2006     | 18. června 2007                    |
| Breeiny rodiče se objeví na jejím soudu s Andrewem a nechají ho odložit. Nabídnou jí, že odvezou Andrewa k nim na Rhode Island, ale po zjištění, že Andrew je gay, z toho vycouvají. Gabrielle si zvykne na mateřství poté, co s Carlosem získají do dočasné péče novorozenou Lily. Parker se začne ptát na otázky ohledně sexu. Susan se znovu vyspí s Karlem, protože si¨myslí si, že se s Edie rozešli. Karl však lhal a Susan zuří. Felicia si Paula dál znepřáteluje. |           |                                    |                                        |                       |                                                                                 |                    |                                    |
| 44 | 21        | I Know Things Now                  | Pravda vyjde najevo                    | Wendey Stanzlerová    | Kevin Etten, Bruce Zimmerman                                                    | 7. května 2006     | 2. července 2007                   |
| Gabrielle a Carlos žádají Xiao-Mei, aby se stala jejich náhradní matkou a vyhnula se tak deportaci. Ed si najme soudního účetního, který v Tomových výdajích odhalí důkazy, že Tom často cestuje do Atlantic City. Betty zjistí, předtím, než otráví Caleba, že ho Matthew za Danielle poslal. Zamkne Matthewa do sklepa jako trest za to, že ji přiměl téměř zavraždit svého syna. Edie se dozví, že žena, kvůli které se s ní Karl rozešel, je Susan a zapálí jí dům. Andrew, stále žíznící po pomstě, svede Petera a naláká Bree, aby to viděla. Druhý den ráno Bree nechá Andrewa na kraji silnice. |           |                                    |                                        |                       |                                                                                 |                    |                                    |
| 45 | 22        | No One Is Alone                    | Nikdo není sám                         | David Grossman        | Kevin Murphy, Chris Black                                                       | 14. května 2006    | 9. července 2007                   |
| Susan se snaží nahrát na diktafon Edieino přiznání, že jí podpálila dům. Edie se na lest chytí a když zjistí o co jde, snaží se Susan chytit, ale zakopne a je pobodána vosami. Lynette letí tajně za Tomem do Atlantic City a uvidí ho s jinou ženou. Když se Tom vrátí do Fairview, zjistí, že Lynette vzala děti a odjela. Gabrielle se obává, že Carlos upřednostňuje potřeby těhotné Xiao-Mei před těmi jejími. Danielle vysvobodí Matthewa ze sklepa a společně utečou. Bree se přihlásí do psychiatrické léčebny. V aktu pomsty sehraje Felicia svou fiktivní vraždu, ze které obviní Paula. Dokonce si proto usekne prsty. |           |                                    |                                        |                       |                                                                                 |                    |                                    |
| 46–47 | 2324      | Remember                           | Vzpomínky (1. část)Vzpomínky (2. část) | Larry Shaw            | námět: Alexandra Cunninghamová, Tom Spezialy scénář: Marc Cherry, Jenna Bansová | 21. května 2006    | 16. července 200723. července 2007 |
| Lynette se dozví, že žena, se kterou viděla Toma, je Nora Huntingtonová, se kterou prožil před 11 lety vztah na jednu noc. Poté Nora otěhotněla a Tomovi o tom dala vědět teprve nedávno. Nora později oznámí, že se stěhuje do Fairview. Gabrielle začíná mít podezření, že Carlos a Xiao-Mei mají poměr. Když je spolu přistihne, vykopne Carlose a řekne Xiao-Mei, že ona v domě zůstane, dokud neporodí. Betty zjistí, že to byl Matthew, kdo zavraždil Melanie Fosterovou, ne Caleb. V psychiatrické léčebně se Bree setkává s mužem jménem Orson. Betty zavolá Bree, aby jí řekla o tom, co zjistila a Bree uteče. S Danielle a Matthewem se setká u ní doma. Matthew vytáhne zbraň, ale je zastřelen policií, kterou zavolala Betty. Betty s Calebem se odstěhují, aby začali znovu. Susan odmítne Karlův dar, dům, a znovu rozdmýchá svůj románek s Mikem. Plánují společnou večeři, ale Mike je záměrně sražen autem, které řídil Orson a ponechán napospas smrti. Druhý den ráno Orson Bree navštíví. |           |                                    |                                        |                       |                                                                                 |                    |                                    |

## Přijetí

### Kritika
Mnoho kritiků se shodlo, že druhá řada zdaleka nedosáhla takových kvalit jako řada první. Henry Goldblatt z Entertainment Weekly dal nové řadě známku B a zhoršenou kvalitu seriálu kritizoval. Robert Bianco z USA Today naznačil, že chyba byla v tom, že Marc Cherry přenechal psaní scénářů jiným členům štábu. Brian Lowry z Variety ohodnotil premiéru druhé řady pozitivně a uvedl, že se mu především líbil příběh Lynette a byl rád, že se v seriálu objevila i Joely Fischerová jako její nová šéfová. Kladně hodnotil i linii týkající se Bree a pochválil herečku Marciu Crossovou. Zkritizoval ale příběhy Gabrielle a Susan, které ho nezaujaly. Michael Slezak z Entertainment Weekly uvedl, že díl „Život jde dál“ obsahoval obzvláště nudných úvodních 20 minut a všechny vzrušující zápletky se odehrály až v jeho druhé polovině. Pochválil scénu, ve které Bree mění mrtvému Rexovi kravatu a označil výkon Crossové v tomto díle za dokonalý. Také chválil výkon Huffmanové. Ačkoli rovněž kritizoval příběhy Susan a Gabrielle, řekl, že se domnívá, že tajemství kolem Applewhiteových pomůže snížit šance, že seriál upadne do propadu. Ocenil herectví Woodwardové i děj její postavy a prohlásil, že v jejím hereckém výkonu je něco neodmyslitelně hřejivého a mateřského, že z toho v kontrastu s jejím příběhem mrazí. Gael Fashingbauerová Cooperová z MSNBC kladně hodnotila příběh Applewhiteových a vyzvala diváky, aby zapomněli na Lynettin stres z práce, drama s biologickým tatínkem Gabriellina dítěte nebo dokonce i na vdovství Bree, a zaměřili se na nové příběhy. Připadalo jí zvláštní, že postavy Bree, Andrew a Danielle projevovaly v souvislosti s Rexovou smrtí málo emocí. Kromě toho poznamenala, že příběhy Lynette a Gabrielle poskytly komickou úlevu, zatímco postava Susan, která bývala předtím často komická, zažila smutné a vážné události. Sarah Gilbertová z TV Squad dala dílu kladnou recenzi. Aaron Wallace z Ultimate Disney si všiml úpadku Susaniny postavy v průběhu této řady a poukázal na Bree, která se podle něj přesunula do vedoucí pozice v seriálu. Klesající kvalitu Susanina příběhu a postavy jako takové zmínilo i více kritiků. Robert Bianco z USA Today napsal, že ji scenáristé v této řadě udělali příliš hloupou.

### Ceny a nominace

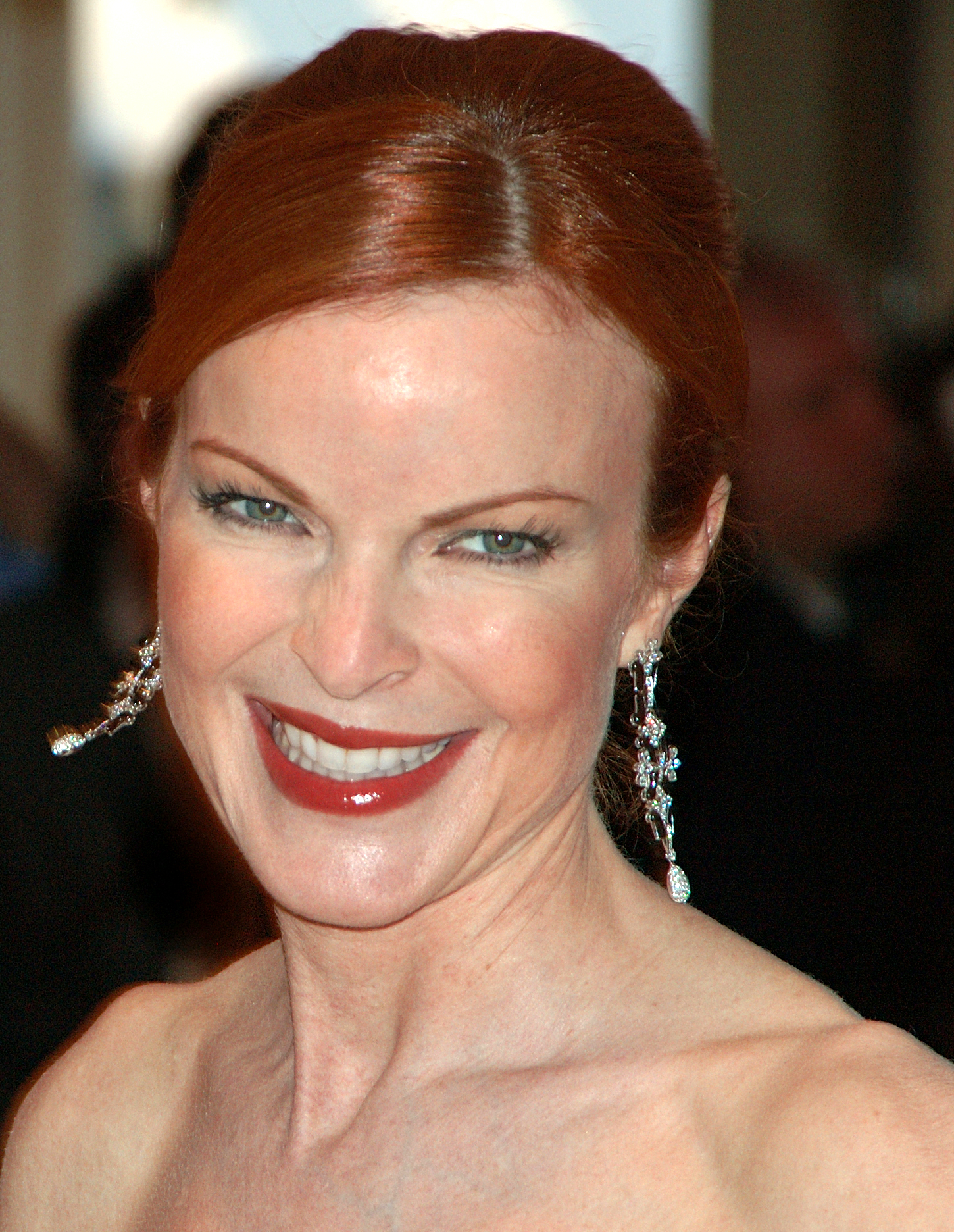
Výtečnost postavy, kterou ztvárnila Crossová, z ní udělala hlavní postavu druhé řady.

Druhá řada seriálu, herci a štáb získali i přesto uznání kritiků a četná ocenění a nominace. Na 58. udílení cen Emmy získal seriál 7 nominací, z nichž 5 bylo za produkci. Alfre Woodardová byla nominována v kategorii Nejlepší herečka ve vedlejší roli v komediálním seriálu, a nominována byla i Shirley Knightová za roli Phyllis Van de Kampové v kategorii Nejlepší hostující herečka v komediálním seriálu. Na 63. udílení cen Zlatý glóbus zvítězila druhá řada seriálu v kategorii Nejlepší hudební nebo komediální seriál, přičemž každá ze čtyř hlavních hereček byla nominována za ztvárnění protagonistek, ale všechny nakonec porazila Louise Parkerová ze seriálu Tráva.
Na 64. udílení cen Zlatý glóbus byl seriál nominován v kategorii Nejlepší hudební nebo komediální seriál. Za své role byly nominované i Crossová s Huffmanovou. Pátý díl druhé řady získal nominaci na Art Directors Guild 2006 v kategorii Nejlepší televizní seriál, zatímco Casting Society of America nominoval Junie Lowry-Johnson a Scotta Genkingera za nejlepší komediální epizodní role poté, co byli na předloňském ceremoniálu oceněni. Na cenách Costume Designer's Guild Awards získal seriál nominaci v kategorii Excellence za kostýmní design. 18. gay a lesbická aliance nominovala Zoufalé manželky v kategorii Vynikající komediální seriál, zatímco Mehcad Brooks byl za svůj výkon v roli Matthewa Applewhitea v roce 2005 nominován na National Association for the Advancement of Colored People Image Awards. Na ceremoniálu televizního festivalu v Monte Carlu v roce 2006, byl seriál poprvé oceněn v kategorii Nejlepší komediální seriál a poté získával stejnou cenu dalších pět let v řadě. Na udílení cen National Television Awards 2006 byl seriál nominován v kategorii Nejoblíbenější drama, a na People's Choice Awards 2006 v kategorii Oblíbený televizní komediální seriál, kde byla nominována i Teri Hatcherová za svůj výkon v roli Susan Mayerové. Za ztvárnění Lynette Scavové získala Felicity Huffmanová cenu v kategorii Vynikající herečka v komediálním seriálu, to na Ceně Sdružení filmových a televizních herců v roce 2005. V roce 2006, rovněž na Screen Actors Guild Awards, byla herečka nominována znovu ve stejné kategorii a seriál byl nominován v kategorii Vynikající herecké obsazení v komediálním seriálu.
Na Teen Choice Awards v roce 2006 byly Eva Longoria a Teri Hatcherová nominovány v kategorii Nejlepší herečka v komediálním televizním seriálu, a Jesse Metcalfe byl za roli Johna Rowlanda nominován v kategorii Nejlepší herec v komediálním televizním seriálu, společně s Jamesem Dentonem, který ztvárnil Mikea Delfina. Cenu nakonec obdržel Denton. Za první díl této řady „Život jde dál“ obdržel štáb nominaci v kategorii Nejlepší scénář ke komediálnímu dílu, a to v roce 2005 od Ceny sdružení amerických scenáristů, zatímco v roce 2006 byli scenáristé nominováni ve stejné kategorii za scénář k 19. dílu „Na mě se nedívej“. Seriál také získal tři nominace na cenu Young Artist Awards v roce 2005, kde byla nominována Andrea Bowenová v kategorii Nejlepší hlavní herečka v komediálním nebo dramatickém televizním seriálu, a Cody Kasch byl nominován v kategorii Nejlepší mladý herec ve vedlejší roli v komediálním nebo dramatickém televizním seriálu. Zane Huett byl však jediným hercem, který nominaci proměnil a byl oceněn v kategorii Nejlepší mladý herec do deseti let v komediálním nebo dramatickém televizním seriálu.

### Sledovanost
American Broadcasting Company ponechala původní vysílací čas Zoufalých manželek a vysílala seriál nadále v neděli ve 21:00 východního času. Seriál se také i nadále vysílal před seriálem Chirurgové. Seriál si udržel pozici v první desítce nejlepších pořadů, a stal se čtvrtým nejsledovanějším pořadem americké televizní sezóny v letech 2005-2006 s průměrnou sledovaností 21,70 milionu diváků, z nichž 10,09 milionu patřilo k věkové skupině 18-49 let. Devátý a desátý díl třetí řady se umístily na prvním místě v týdenním žebříčku sledovanosti.  
Nejsledovanějším dílem byla premiéra řady, kterou sledovalo 28,36 milionu diváků s podílem sledovanosti 10,1, čímž se seriál v týdenním žebříčku umístil na druhém místě za Kriminálkou Las Vegas od CBS, kterou sledovalo 29,02 milionů diváků a s podílem sledovanosti 10,3. Nejméně sledovaným byl devatenáctý díl, který sledovalo 20,02 milionu diváků s podílem sledovanosti 7,1. Finále druhé řady sledovalo 24,23 milionů diváků s podílem sledovanosti 8,6, čímž se dostal na čtvrté místo v žebříčku sledovanosti.